# Caldercruix
Caldercruix (Cròcan Chaladair in lingua gaelica scozzese) è una località della Scozia, situata nell'area di consiglio del Lanarkshire Settentrionale. La città principale più vicina è Airdrie, a circa 6 km verso ovest. Ha una popolazione di circa 2 440 persone; il villaggio si trova a circa 30 km ad est di Glasgow e a 51 km ad ovest di Edimburgo.
La congregazione locale della Chiesa di Scozia è la chiesa parrocchiale di Caldercruix e Longriggend, mentre la chiesa cattolica è Santa Maria in Glen Road.
Il villaggio è gestito da un consiglio cittadino attivo; qui si trova una scuola primaria (la Glengowan/St. Mary's Primary School) che serve il villaggio e l'area rurale circostante.

## Storia
Caldercruix crebbe nel XIX secolo con lo sviluppo dell'industria cartaria e mineraria. Il villaggio fu in passato sede di una grande cartiera, che chiuse nel 1970.
Il villaggio è situato presso il North Calder Water e prende il nome probabilmente dalle curve (cruiks) del fiume. North Calder Water venne chiuso da una diga nel tardo XVIII secolo per creare Hillend Loch, che viene utilizzato da pescatori e velisti.
Caldercruix è menzionata nella canzone “Glasgow” della rockband You Me at Six nel loro album del 2021 Suckapunch. Si suppone sia un riferimento all'ex moglie di Josh Franceschi che proviene dal villaggio: “Caldercruix called and said//that she don’t want//the same thing”.

## Ferrovia
La stazione ferroviaria di Caldercruix venne costruita nel 1863 sulla Bathgate and Coatbridge Railway; la linea chiuse al servizio viaggiatori nel gennaio 1956 e riaprì nel dicembre 2010 come collegamento ferroviario tra Airdrie e Bathgate, anche se la stazione di Caldercruix fu aperta in ritardo nel febbraio 2011 per via delle cattive condizioni atmosferiche. I treni verso est collegano il villaggio a Bathgate e a Edimburgo Waverley, e verso ovest con Airdrie e Glasgow Queen Street, con estensioni a Dalmuir e Helensburgh.